# 石川県立金沢北陵高等学校
石川県立金沢北陵高等学校（いしかわけんりつ かなざわほくりょうこうとうがっこう、英: Ishikawa Prefectural Kanazawa Hokuryo High School）は、石川県金沢市吉原町にある公立の高等学校。通称は「北陵（ほくりょう）」。

## 設置学科
- 総合学科（2年次から下記の4系列に分かれる）
  - 進学系列
  - 工業系列
  - ビジネス系列
  - 生活・福祉系列

## 沿革
《主要な出典：》
- 1962年（昭和37年）
  - 12月24日 - 石川県条例第60号によって、昭和38年1月1日に設置されることに決定。
  - 12月28日 - 石川県立第二工業高等学校と称し、機械科、化学工業科を設置。
- 1963年（昭和38年）
  - 4月1日 - 金沢市立兼六中学校の旧校舎を仮校舎として開校。所在地：金沢市小将町三番丁2番地の1[4]。
  - 8月1日 - 起工式[5]。
- 1964年（昭和39年）
  - 4月1日 - 石川県立金沢松陵工業高等学校と校名を改称。
  - 9月1日 - 仮校舎より本校舎（現在地）に移転完了。
- 1965年（昭和40年）12月2日 - 落成式挙行。
- 1969年（昭和44年）7月18日 - 格技場落成。
- 1970年（昭和45年）7月6日 - 第2運動場完成。
- 1976年（昭和51年）12月23日 - 化学工学科プラント実習棟完成。
- 1978年（昭和53年）11月25日 - 第2体育館完成。
- 1983年（昭和58年）9月20日 - 特別教育棟増築完成。
- 1984年（昭和59年）4月1日 - 「機械電気科」を設置。
- 1985年（昭和60年）10月31日 - 機械実習棟（D棟）完成。
- 1987年（昭和62年）4月1日 - 学科改編により「電子機械科」を設置し、「機械電気科」を募集停止。
- 1990年（平成02年）10月31日 - 新実習棟（C棟）完成。
- 1993年（平成05年）
  - 6月21日 - 生徒玄関前築庭完成。
  - 7月16日 - 校舎周辺ランニングロード完成。
  - 10月2日 - 創立30周年記念式典挙行。
- 1995年（平成07年）4月1日 - 工業科を募集停止し、総合学科を開設。校名を石川県立金沢北陵高等学校と改称（石川県内の高校では初の総合学科を開設）。
- 1996年（平成08年）9月1日 - CS棟完成（CS:Comprehensive Study「包括的学習」）。
- 1998年（平成10年）11月12日・13日 - 第3回全国高等学校総合学科教育研究大会開催。
- 2000年（平成12年）9月14日 - W坂の改修工事完成。
- 2002年（平成14年）12月11日 - 管理教室棟大規模改造・耐震補強工事完成。
- 2003年（平成15年）12月11日 - 特別教室棟大規模改造・耐震補強工事完成。
- 2006年（平成18年 ）10月24日 - 第1体育館耐震補強工事完成。
- 2007年（平成19年）9月28日 - 第2体育館耐震補強工事完成。
- 2010年（平成22年）10月 - 第9回北信越高等学校総合学科教育研究大会開催。
- 2012年（平成24年）6月 - 魅力ある県立学校づくり推進事業「夢空間もりもと」決定。
- 2013年（平成25年）10月5日 - 創立50周年記念式典・記念講演を挙行[6]。
- 2015年（平成27年）4月1日 - 「国際ビジネス」系列を「ビジネス」系列と改称。
- 2020年（令和02年）4月1日 - 「福祉」系列を「生活・福祉」系列と改称。
- 2021年（令和03年）9月 - デジタル演習室完成。
- 2023年（令和05年）10月 - 創立60周年記念式典を挙行[7]。
- 2024年（令和06年）1月1日 - 令和6年能登半島地震の揺れで敷地の一部が崩落。避難所が設営されていたが閉鎖[8]。3学期の始業式も延期された[9]。

## 校歌
作詞：藤則雄、作曲：高嶋みどり

## 教育方針
- 不撓不屈

## 学校行事
- 入学式
- 修学旅行
- ほくりんピック（体育大会）
- 防災関連事業
- 校内球技大会　一学期
- 体験入学
- 北陵祭
- 校内球技大会　二学期

などが行われている。

## 生徒会
主な生徒会活動
- 挨拶運動
- 文化祭運営

## 部活動
男子バレーボール部はかつて「松陵（北陵）のお家芸」と言われ、数々の成績を収める。対県立工業戦は伝統の一戦と称された。
金沢松陵工業高校時代に存在していたラグビー部は全国高校ラグビー大会に出場する強豪校だった。
R&Dプロジェクト部は主にマイコンカーやロボット相撲用のロボットを製作している。2017年に汎用旋盤2級に４名合格（本校初、全員合格）。
- 運動部 - 野球、レスリング、ホッケー（女）、サッカー、卓球、バドミントン、ボクシング、剣道、バレーボール（男・女）、テニス、ソフトテニス、陸上競技、バスケットボール（男・女）、弓道
- 文化部 - 美術、写真、JRC、吹奏楽、家庭、茶道、英語、R&Dプロジェクト、書道
- 同好会 - 放送、商業

## 所在地
〒920-3114 石川県金沢市吉原町ワ21番地

## アクセス
- IRいしかわ鉄道線 森本駅 徒歩約7分
- 北鉄金沢バス（32番・87番）「百坂」停留所 徒歩約10分
- 北鉄金沢バス（84番）「法光寺」停留所 徒歩約13分
- 北鉄金沢バス（50番・81番・82番・83番）「柳橋」停留所 徒歩約17分
- 西日本JRバス（名金線ほか）「百坂」停留所 徒歩約10分